# Placodiscus bracteosus
Placodiscus bracteosus är en kinesträdsväxtart som beskrevs av J.B. Hall. Placodiscus bracteosus ingår i släktet Placodiscus och familjen kinesträdsväxter. Inga underarter finns listade i Catalogue of Life.